# Нерпримітник тонковусий
Нерпримітник тонковусий (лат. Asemum tenuicorne, Kraatz, 1879) — жуків з родини Скрипунових.

## Поширення
Нерпримітник тонковусий розповсюджений у Південній і Центральній Європі, Кавказі, Малій Азії. 
В Україні Нерпримітник тонковусий відомий лише із гірських сосонових лісів Кримських Гір. 